# أولف ايكبرج
أولف ايكبرج (بالسويدية: Ulf Ekberg)‏ هو منتج أفلام وموسيقي ومغني ومنتج تلفزيوني ومنتج أسطوانات ورائد أعمال وملحن وشخصية أعمال وكاتب أغاني سويدي، ولد في 6 ديسمبر 1970 في غوتنبرغ في السويد.

## وصلات خارجية
- أولف ايكبرج على موقع IMDb (الإنجليزية)
- أولف ايكبرج على موقع ميوزك برينز (الإنجليزية)
- أولف ايكبرج على موقع قاعدة بيانات الأفلام السويدية (السويدية)
- أولف ايكبرج على موقع أول ميوزيك (الإنجليزية)
- أولف ايكبرج على موقع ديسكوغز (الإنجليزية)
- أولف ايكبرج على موقع كينوبويسك (الروسية)